# كارين بيرك
كارين بيرك (بالإنجليزية: Karen Burke)‏ (14 يوليو 1971 بليفربول في المملكة المتحدة - ) هي لاعبة كرة قدم بريطانية في مركز الوسط. شاركت مع منتخب إنجلترا لكرة القدم للسيدات. أما مع النوادي، فقد لعبت مع آي بي في ونادي ليفربول لكرة القدم للسيدات وBlackburn Rovers W.F.C. ‏ ونادي إيفرتون للسيدات وLeeds United Women F.C. ‏ وDoncaster Rovers Belles L.F.C. ‏.

## وصلات خارجية
- كارين بيرك على موقع الاتحاد الدولي (مؤرشف)  (الإنجليزية)
- كارين بيرك على موقع قاعدة بيانات كرة القدم.إي يو (الإنجليزية)